# Uracis
Uracis is een geslacht van libellen (Odonata) uit de familie van de korenbouten (Libellulidae).

## Soorten
Uracis omvat 7 soorten:
- Uracis fastigiata (Burmeister, 1839)
- Uracis imbuta (Burmeister, 1839)
- Uracis infumata (Rambur, 1842)
- Uracis ovipositrix Calvert, 1909
- Uracis reducta Fraser, 1946
- Uracis siemensi Kirby, 1897
- Uracis turrialba Ris, 1919